# Аловське сільське поселення
А́ловське сільське поселення (рос. Аловское сельское поселение) — муніципальне утворення у складі Атяшевського району Мордовії, Росія. Адміністративний центр — село Алово.

## Історія
Станом на 2002 рік існували Аловська сільська рада (село Алово) та Мордовсько-Сиресівська сільська рада (село Мордовські Сиресі).
19 листопада 2013 року було ліквідовано Мордовсько-Сиресівське сільське поселення, його територія увійшла до складу Аловського сільського поселення.

## Населення
Населення — 951 особа (2019, 1293 у 2010, 1696 у 2002).

## Склад
До складу поселення входять такі населені пункти:
| Населений пункт         | Населення, осіб (2002) | Населення, осіб (2010) |
| ----------------------- | ---------------------- | ---------------------- |
| Алово, село             | 1512                   | 1169                   |
| Мордовські Сиресі, село | 184                    | 124                    |